# Епархия Мбанза-Конго
Епархия Мбанза-Конго (лат. Dioecesis Mbanzacongensis) — епархия Римско-Католической церкви с центром в городе Мбанза-Конго, Ангола. Епархия Мбанза-Конго входит в митрополию Луанды. Кафедральным собором епархии Мбанза-Конго является церковь Непорочного Зачатия Пресвятой Девы Марии.

## История
7 ноября 1984 года Римский папа Иоанн Павел II издал буллу «Ex quo superno», которой учредил епархию Мбанза-Конго, выделив её из епархии Уиже.

## Ординарии епархии
- епископ Afonso Nteka O.F.M.Cap.[1] (8.11.1984 — 10.08.1991);
- епископ Serafim Shyngo-Ya-Hombo O.F.M.Cap. (29.05.1992 — 17.07.2008);
- епископ Vicente Carlos Kiaziku O.F.M.Cap. (5.01.2009 — по настоящее время).

## Источник
- Annuario Pontificio, Libreria Editrice Vaticana, Città del Vaticano, 2007, ISBN 88-209-7422-3
- Булла Ex quo superno  (лат.)